# (6564) Asher
(6564) Asher (1992 BB) – planetoida z grupy przecinających orbitę Marsa okrążająca Słońce w ciągu 2,58 lat w średniej odległości 1,88 j.a. Odkryta 25 stycznia 1992 roku.